# 朗孜厦
朗孜厦（藏語：སྣང་རྩེ་ཤག，威利转写：snang rtse shag），原译朗仔轄，是清代拉萨的城市管理机构，原址位于今拉萨市城关区八廓街北段的一座三层藏式建筑，南为大昭寺，建筑面积约为720平方米。因原为堆龙朗孜第巴的居所而得名。
朗孜厦原为清朝时西藏噶厦在拉萨所设的司法机构，管理拉萨市区的社会治安、卫生，负责征收拉萨90家青稞酒店铺的营业税，并负责对所辖范围内犯人进行判决、监管。朗孜厦附设有9间狱房，也是拉萨著名的监狱。朗孜厦大门设于二楼，一楼为地牢，除杀人案需报噶厦处理外，其余地牢犯人均可随意处置。二楼为普通监狱，三楼为办公场所。
朗孜厦的长官为五品米本二人，由噶厦拟定经达赖喇嘛同意后任命，米本下设有文书一人、管理人员二名、房管员一人、警察连长一名、警员二十余名。
朗孜厦始建于17世纪五世達賴喇嘛在位时期，在七世达赖时期成为司法机构，1959年3月十四世达赖喇嘛出逃后被中华人民共和国政府关闭，后进行过多次修缮，今辟为博物馆。

## 著名囚犯
- 更敦群培（1905－1951）：著名学者，《白史》的作者